# 热罗姆·罗滕
熱羅姆·羅滕（Jérôme Rothen，1978年3月31日—），前法國職業足球運動員，司職中場，最後效力法甲球會卡昂。

## 生平
洛頓早年效力過法國小型球會卡昂和特魯瓦。2001年他轉投較大的球會摩納哥，其間他除了贏得2003年法國杯以外，還於2004年贏得歐洲聯賽冠軍杯亞軍，當時被人稱之為左路的碧咸。當屆他入選了國家隊出賽2004年歐洲國家杯，不過只在次圈後備上場。其後他還未能入選2006年世界杯國家隊名單。
2004年他轉投法甲另一支球會巴黎聖日耳門。2009年9月1日洛頓在轉投失敗後，被外借到蘇超老字號之一的格拉斯哥流浪一整個球季。
洛頓後來加入法國乙組聯賽球會巴斯蒂亞，最後在回歸母會卡昂一季後宣佈退役。

## 榮譽
- 法國杯：2003、2005
- 歐洲聯賽冠軍杯亞軍：2004
- 聯合會杯：2003

## 外部連結
- （法文） 法國足協官方介紹 （页面存档备份，存于）